# Liga 2 de Indonesia 2023-24
La Liga 2 2023-24 (también conocida como Pegadaian Liga 2 2023-24 por motivos de patrocinio) fue la séptima temporada de la Liga 2 con su nombre actual y la decimocuarta temporada con su estructura de liga actual.
Esta temporada liguera comienza el 10 de septiembre de 2023 y finaliza el 9 de marzo de 2024.

## Sistema de competición
Los 28 equipos se dividieron en cuatro grupos donde cada grupo estaba formado por siete equipos y cada equipo jugó 12 partidos en la fase preliminar.
Los tres mejores equipos de cada grupo avanzan a la Ronda de Campeonato, mientras que los cuatro últimos equipos de cada grupo avanzan a la Ronda de Descenso.

## Equipos participantes

### Información de los equipos
| Equipo           | Ciudad o Distrito | Entrenador           | Capitán            | Estadio                | Capacidad | Proveedor        | Patrocinador principal     |
| ---------------- | ----------------- | -------------------- | ------------------ | ---------------------- | --------- | ---------------- | -------------------------- |
| Bekasi City      | Bekasi            | Widyantoro           | Soni Setiawan      | Patriot Candrabhaga    | 30,000    | Adhoc            | PStore                     |
| Deltras          | Sidoarjo          | Widodo Cahyono Putro | Rendi Irwan        | Gelora Delta           | 35,000    | Lekaw            | Kapal Api                  |
| Gresik United    | Gresik            | Agus Indra Kurniawan | Jefri Kurniawan    | Gelora Joko Samudro    | 40,000    | GUS Apparel      | ISO Plus                   |
| Kalteng Putra    | Palangka Raya     | Eko Tamamie          | Sandi Sute         | Tuah Pahoe             | 10,000    | Ereight          | Bank Kalteng               |
| Malut United     | Sofifi            | Imran Nahumarury     | Ilham Armaiyn      | Gelora Kie Raha        | 15,000    | Tweve            | Mineral Trobos             |
| Nusantara United | Boyolali          | Salahudin            | Risna Prahalabenta | Kebogiro               | 15,000    | Mills            | Indosat                    |
| Persekat         | Tegal             | Mial Balebata Armand | Fiwi Dwipan        | Tri Sanja              | 10,000    | Sebayu           | Sentosa Beton Perkasa      |
| Persela          | Lamongan          | Djajang Nurdjaman    | Zulham Zamrun      | Surajaya               | 16,000    | Etams            | Belikopi                   |
| Perserang        | Serang            | Bonggo Pribadi       | Egi Melgiansyah    | Maulana Yusuf          | 15,000    | SLEMN24          | Bank Syariah Indonesia     |
| Persewar         | Waropen           | Eduard Ivakdalam     | Elvis Harewan      | Mandala                | 30,000    | Zestien          | Bank Papua                 |
| Persiba          | Balikpapan        | Rudy Eka Priambada   | Muhammad Roby      | Batakan                | 40,000    | Equalnesia       | Royal Suite Hotel          |
| Persijap         | Jepara            | Alfiat               | Qischil Minny      | Gelora Bumi Kartini    | 20,000    | Etams            | Oasis Water                |
| Persikab         | Bandung           | I Putu Gede          | Ikhfanul Alam      | Si Jalak Harupat       | 27,000    | Allvane          | OHIMen                     |
| Persipa          | Pati              | Nazal Mustofa        | Tri Handoko Putro  | Joyokusumo             | 10,000    | Nine             | Monster Laut International |
| Persipal         | Palu              | Bambang Nurdiansyah  | Rendy Saputra      | Gawalise               | 20,000    | CircleG          | Bank Sulteng               |
| Persipura        | Jayapura          | Ricardo Salampessy   | Ian Kabes          | Mandala                | 30,000    | SPECS            | Bank Papua                 |
| Persiraja        | Banda Aceh        | Achmad Zulkifli      | Mukhlis Nakata     | Harapan Bangsa         | 45,000    | Trops            | Bank Syariah Indonesia     |
| PSBS             | Biak Numfor       | Regi Aditya Yonathan | Ruben Sanadi       | Cendrawasih            | 15,000    | WWJD             | NusaTuna                   |
| PSCS             | Cilacap           | Charis Yulianto      | Arif Agung         | Wijayakusuma           | 10,000    | Nine             | PSF Group                  |
| PSDS             | Deli Serdang      | Zefrizal             | Ilham Wibowo       | Baharuddin Siregar     | 20,000    | Zeals            | Bank Sumut                 |
| PSIM             | Yogyakarta        | Kas Hartadi          | Hariono            | Mandala Krida          | 35,000    | Seven Stars      | Grab                       |
| PSKC             | Cimahi            | Jafri Sastra         | Suhandi            | Sangkuriang            | 5,000     | Calma            |                            |
| PSMS             | Medan             | Miftahudin Mukson    | Joko Susilo        | Teladan                | 20,000    | Northon          | Bank Sumut                 |
| PSPS             | Pekanbaru         | Ridwan Saragih       | Supardi Nasir      | Kaharudin Nasution     | 30,000    | Curva Sport      | Crystalline                |
| Sada Sumut       | Karo              | Suharto AD           | Aidun Sastra Utami | Baharuddin Siregar     | 20,000    | Bocorocco Active | MyPertamina                |
| Semen Padang     | Padang            | Delfi Adri           | Rosad Setiawan     | Gelora Haji Agus Salim | 11,000    | SPFC Apparel     | Semen Padang               |
| Sriwijaya        | Palembang         | Hendri Susilo        | Nur Iskandar       | Gelora Sriwijaya       | 23,000    | Tweve            | Bank Sumsel Babel          |
| Sulut United     | Manado            | Jaya Hartono         | Mahadirga Lasut    | Klabat                 | 10,000    | Etams            | Minahasa Cahaya Lestari    |

### Distribución de grupos
| Equipos de la temporada 2023-24 | Equipos de la temporada 2023-24 | Equipos de la temporada 2023-24 | Equipos de la temporada 2023-24 |
| Grupo I                         | Grupo II                        | Grupo III                       | Grupo IV                        |
| ------------------------------- | ------------------------------- | ------------------------------- | ------------------------------- |
| Persiraja                       | Bekasi City                     | Deltras                         | Kalteng Putra                   |
| PSDS                            | Malut United                    | Gresik United                   | Persewar                        |
| PSMS                            | Nusantara United                | Persekat                        | Persiba                         |
| PSPS                            | Perserang                       | Persela                         | Persipal                        |
| Sada Sumut                      | Persikab                        | Persijap                        | Persipura                       |
| Semen Padang                    | PSIM                            | Persipa                         | PSBS                            |
| Sriwijaya                       | PSKC                            | PSCS                            | Sulut United                    |

## Ronda Preliminar

### Grupo I
| Pos. | Equipo       | Pts. | PJ | G | E | P | GF | GC | Dif. | Clasificación o Descenso                  |
| ---- | ------------ | ---- | -- | - | - | - | -- | -- | ---- | ----------------------------------------- |
| 1    | Semen Padang | 27   | 12 | 8 | 3 | 1 | 25 | 9  | +16  | Clasificación para la Ronda de Campeonato |
| 2    | Persiraja    | 21   | 12 | 5 | 6 | 1 | 15 | 10 | +5   | Clasificación para la Ronda de Campeonato |
| 3    | PSMS         | 17   | 12 | 3 | 8 | 1 | 16 | 13 | +3   | Clasificación para la Ronda de Campeonato |
| 4    | Sriwijaya    | 14   | 12 | 4 | 5 | 3 | 17 | 17 | 0    | Clasificación para la Ronda de Descenso   |
| 5    | PSPS         | 12   | 12 | 2 | 6 | 4 | 10 | 15 | −5   | Clasificación para la Ronda de Descenso   |
| 6    | Sada Sumut   | 9    | 12 | 1 | 6 | 5 | 12 | 17 | −5   | Clasificación para la Ronda de Descenso   |
| 7    | PSDS         | 5    | 12 | 1 | 2 | 9 | 12 | 26 | −14  | Clasificación para la Ronda de Descenso   |

Actualizado a los partidos jugados el final.
 Fuente: Liga 2
Criterios de clasificación: Puntos · Enfrentamientos directos · Diferencia de goles en enfrentamientos directos · Diferencia de goles · Goles a favor · Puntos de Fair Play
Notas:
1. ↑  El Comité Disciplinario del PSSI dedujo tres puntos a Sriwijaya por no incluir a jugadores sub-21 en el once inicial en el partido contra Semen Padang el 1 de octubre de 2023.

### Grupo II
| Pos. | Equipo           | Pts. | PJ | G | E | P | GF | GC | Dif. | Clasificación o Descenso                  |
| ---- | ---------------- | ---- | -- | - | - | - | -- | -- | ---- | ----------------------------------------- |
| 1    | Bekasi City      | 26   | 12 | 8 | 2 | 2 | 20 | 12 | +8   | Clasificación para la Ronda de Campeonato |
| 2    | Malut United     | 22   | 12 | 6 | 4 | 2 | 16 | 11 | +5   | Clasificación para la Ronda de Campeonato |
| 3    | PSIM             | 21   | 12 | 6 | 3 | 3 | 13 | 11 | +2   | Clasificación para la Ronda de Campeonato |
| 4    | Nusantara United | 16   | 12 | 5 | 1 | 6 | 19 | 16 | +3   | Clasificación para la Ronda de Descenso   |
| 5    | Perserang        | 15   | 12 | 5 | 0 | 7 | 14 | 14 | 0    | Clasificación para la Ronda de Descenso   |
| 6    | Persikab         | 13   | 12 | 3 | 4 | 5 | 12 | 16 | −4   | Clasificación para la Ronda de Descenso   |
| 7    | PSKC             | 5    | 12 | 1 | 2 | 9 | 7  | 21 | −14  | Clasificación para la Ronda de Descenso   |

Actualizado a los partidos jugados el final.
 Fuente: Liga 2
Criterios de clasificación: Puntos · Enfrentamientos directos · Diferencia de goles en enfrentamientos directos · Diferencia de goles · Goles a favor · Puntos de Fair Play

### Grupo III
| Pos. | Equipo        | Pts. | PJ | G | E | P | GF | GC | Dif. | Clasificación o Descenso                  |
| ---- | ------------- | ---- | -- | - | - | - | -- | -- | ---- | ----------------------------------------- |
| 1    | Persela       | 26   | 12 | 8 | 2 | 2 | 16 | 7  | +9   | Clasificación para la Ronda de Campeonato |
| 2    | Deltras       | 19   | 12 | 5 | 4 | 3 | 15 | 13 | +2   | Clasificación para la Ronda de Campeonato |
| 3    | Gresik United | 19   | 12 | 6 | 1 | 5 | 14 | 9  | +5   | Clasificación para la Ronda de Campeonato |
| 4    | Persijap      | 14   | 12 | 3 | 5 | 4 | 8  | 10 | −2   | Clasificación para la Ronda de Descenso   |
| 5    | PSCS          | 13   | 12 | 3 | 4 | 5 | 10 | 16 | −6   | Clasificación para la Ronda de Descenso   |
| 6    | Persipa       | 11   | 12 | 2 | 5 | 5 | 16 | 17 | −1   | Clasificación para la Ronda de Descenso   |
| 7    | Persekat      | 11   | 12 | 2 | 5 | 5 | 8  | 15 | −7   | Clasificación para la Ronda de Descenso   |

Actualizado a los partidos jugados el final.
 Fuente: Liga 2
Criterios de clasificación: Puntos · Enfrentamientos directos · Diferencia de goles en enfrentamientos directos · Diferencia de goles · Goles a favor · Puntos de Fair Play
Notas:
1. 1 2  Enfrentamientos directos: Deltras 6, Gresik United 0.
2. 1 2  Enfrentamientos directos: Persipa 4, Persekat 1.

### Grupo IV
| Pos. | Equipo        | Pts. | PJ | G | E | P | GF | GC | Dif. | Clasificación o Descenso                  |
| ---- | ------------- | ---- | -- | - | - | - | -- | -- | ---- | ----------------------------------------- |
| 1    | PSBS          | 26   | 12 | 8 | 2 | 2 | 23 | 9  | +14  | Clasificación para la Ronda de Campeonato |
| 2    | Persewar      | 20   | 12 | 6 | 2 | 4 | 16 | 17 | −1   | Clasificación para la Ronda de Campeonato |
| 3    | Persipal      | 18   | 12 | 5 | 3 | 4 | 18 | 16 | +2   | Clasificación para la Ronda de Campeonato |
| 4    | Persipura     | 14   | 12 | 3 | 5 | 4 | 15 | 17 | −2   | Clasificación para la Ronda de Descenso   |
| 5    | Sulut United  | 14   | 12 | 4 | 2 | 6 | 11 | 14 | −3   | Clasificación para la Ronda de Descenso   |
| 6    | Kalteng Putra | 13   | 12 | 3 | 4 | 5 | 12 | 13 | −1   | Clasificación para la Ronda de Descenso   |
| 7    | Persiba       | 11   | 12 | 3 | 2 | 7 | 13 | 22 | −9   | Clasificación para la Ronda de Descenso   |

Actualizado a los partidos jugados el final.
 Fuente: Liga 2
Criterios de clasificación: Puntos · Enfrentamientos directos · Diferencia de goles en enfrentamientos directos · Diferencia de goles · Goles a favor · Puntos de Fair Play
Notas:
1. 1 2  Enfrentamientos directos: Persipura 4, Sulut United 1.

## Ronda de Campeonato
Los doce equipos que avanzaron de la ronda preliminar se dividieron en 3 grupos de cuatro equipos para jugar partidos de ida y vuelta.
Tres ganadores de grupo y el mejor segundo clasificado avanzaron a la ronda eliminatoria.

### Distribución de grupos
| Ronda de Campeonato | Ronda de Campeonato | Ronda de Campeonato | Ronda de Campeonato | Ronda de Campeonato | Ronda de Campeonato |
| Grupo X             | Grupo X             | Grupo Y             | Grupo Y             | Grupo Z             | Grupo Z             |
| ------------------- | ------------------- | ------------------- | ------------------- | ------------------- | ------------------- |
| Persiraja           | 2 (I)               | Bekasi City         | 1 (II)              | Gresik United       | 3 (III)             |
| PSIM                | 3 (II)              | Deltras             | 2 (III)             | Persewar            | 2 (IV)              |
| PSMS                | 3 (I)               | Malut United        | 2 (II)              | Persipal            | 3 (IV)              |
| Semen Padang        | 1 (I)               | Persela             | 1 (III)             | PSBS                | 1 (IV)              |

### Grupo X
| Pos. | Equipo       | Pts. | PJ | G | E | P | GF | GC | Dif. | Clasificación                            |
| ---- | ------------ | ---- | -- | - | - | - | -- | -- | ---- | ---------------------------------------- |
| 1    | Semen Padang | 10   | 6  | 2 | 4 | 0 | 5  | 2  | +3   | Clasificación para la Ronda Eliminatoria |
| 2    | Persiraja    | 9    | 6  | 2 | 3 | 1 | 6  | 3  | +3   | Clasificación para la Ronda Eliminatoria |
| 3    | PSIM         | 9    | 6  | 2 | 3 | 1 | 7  | 7  | 0    |                                          |
| 4    | PSMS         | 2    | 6  | 0 | 2 | 4 | 3  | 9  | −6   |                                          |

Actualizado a los partidos jugados el final.
 Fuente: Liga 2
Criterios de clasificación: Puntos · Enfrentamientos directos · Diferencia de goles en enfrentamientos directos · Diferencia de goles · Goles a favor · Puntos de Fair Play
Notas:
1. 1 2  Enfrentamientos directos: Persiraja 4, PSIM 1.

### Grupo Y
| Pos. | Equipo       | Pts. | PJ | G | E | P | GF | GC | Dif. | Clasificación                            |
| ---- | ------------ | ---- | -- | - | - | - | -- | -- | ---- | ---------------------------------------- |
| 1    | Malut United | 10   | 6  | 2 | 4 | 0 | 9  | 6  | +3   | Clasificación para la Ronda Eliminatoria |
| 2    | Deltras      | 9    | 6  | 2 | 3 | 1 | 6  | 5  | +1   |                                          |
| 3    | Persela      | 6    | 6  | 1 | 3 | 2 | 6  | 7  | −1   |                                          |
| 4    | Bekasi City  | 5    | 6  | 1 | 2 | 3 | 8  | 11 | −3   |                                          |

Actualizado a los partidos jugados el final.
 Fuente: Liga 2
Criterios de clasificación: Puntos · Enfrentamientos directos · Diferencia de goles en enfrentamientos directos · Diferencia de goles · Goles a favor · Puntos de Fair Play

### Grupo Z
| Pos. | Equipo        | Pts. | PJ | G | E | P | GF | GC | Dif. | Clasificación                            |
| ---- | ------------- | ---- | -- | - | - | - | -- | -- | ---- | ---------------------------------------- |
| 1    | PSBS          | 16   | 6  | 5 | 1 | 0 | 10 | 3  | +7   | Clasificación para la Ronda Eliminatoria |
| 2    | Gresik United | 8    | 6  | 2 | 2 | 2 | 6  | 5  | +1   |                                          |
| 3    | Persewar      | 6    | 6  | 2 | 0 | 4 | 7  | 11 | −4   |                                          |
| 4    | Persipal      | 4    | 6  | 1 | 1 | 4 | 6  | 10 | −4   |                                          |

Actualizado a los partidos jugados el final.
 Fuente: Liga 2
Criterios de clasificación: Puntos · Enfrentamientos directos · Diferencia de goles en enfrentamientos directos · Diferencia de goles · Goles a favor · Puntos de Fair Play

## Ronda de Descenso
Los dieciséis equipos que avanzaron de la ronda preliminar se dividieron en 4 grupos de cuatro equipos para jugar partidos de ida y vuelta.
Los dos últimos equipos de cada grupo descenderán a la Liga 3.

### Distribución de grupos
| Ronda de Descenso | Ronda de Descenso | Ronda de Descenso | Ronda de Descenso | Ronda de Descenso | Ronda de Descenso | Ronda de Descenso | Ronda de Descenso |
| Grupo A           | Grupo A           | Grupo B           | Grupo B           | Grupo C           | Grupo C           | Grupo D           | Grupo D           |
| ----------------- | ----------------- | ----------------- | ----------------- | ----------------- | ----------------- | ----------------- | ----------------- |
| Perserang         | 5 (II)            | Nusantara United  | 4 (II)            | Persiba           | 7 (IV)            | Kalteng Putra     | 6 (IV)            |
| PSKC              | 7 (II)            | Persikab          | 6 (II)            | Persijap          | 4 (III)           | Persekat          | 7 (III)           |
| Sada Sumut        | 6 (I)             | PSDS              | 7 (I)             | Persipa           | 6 (III)           | Persipura         | 4 (IV)            |
| Sriwijaya         | 4 (I)             | PSPS              | 5 (I)             | Sulut United      | 5 (IV)            | PSCS              | 5 (III)           |

### Grupo A
| Pos. | Equipo         | Pts. | PJ | G | E | P | GF | GC | Dif. | Descenso              |
| ---- | -------------- | ---- | -- | - | - | - | -- | -- | ---- | --------------------- |
| 1    | Sriwijaya      | 14   | 6  | 4 | 2 | 0 | 10 | 2  | +8   |                       |
| 2    | PSKC           | 10   | 6  | 3 | 1 | 2 | 10 | 4  | +6   |                       |
| 3    | Perserang (D)  | 10   | 6  | 3 | 1 | 2 | 6  | 6  | 0    | Descendió a la Liga 3 |
| 4    | Sada Sumut (D) | 0    | 6  | 0 | 0 | 6 | 6  | 20 | −14  | Descendió a la Liga 3 |

Actualizado a los partidos jugados el final.
 Fuente: Liga 2
Criterios de clasificación: Puntos · Enfrentamientos directos · Diferencia de goles en enfrentamientos directos · Diferencia de goles · Goles a favor · Puntos de Fair Play
Notas:
1. 1 2  Empatado en registros cara a cara. La diferencia general de objetivos se usa como desempate.

### Grupo B
| Pos. | Equipo           | Pts. | PJ | G | E | P | GF | GC | Dif. | Descenso              |
| ---- | ---------------- | ---- | -- | - | - | - | -- | -- | ---- | --------------------- |
| 1    | Nusantara United | 10   | 6  | 3 | 1 | 2 | 15 | 11 | +4   |                       |
| 2    | PSPS             | 9    | 6  | 2 | 3 | 1 | 9  | 7  | +2   |                       |
| 3    | PSDS (D)         | 6    | 6  | 1 | 3 | 2 | 12 | 17 | −5   | Descendió a la Liga 3 |
| 4    | Persikab (D)     | 6    | 6  | 1 | 3 | 2 | 9  | 10 | −1   | Descendió a la Liga 3 |

Actualizado a los partidos jugados el final.
 Fuente: Liga 2
Criterios de clasificación: Puntos · Enfrentamientos directos · Diferencia de goles en enfrentamientos directos · Diferencia de goles · Goles a favor · Puntos de Fair Play

### Grupo C
| Pos. | Equipo           | Pts. | PJ | G | E | P | GF | GC | Dif. | Descenso              |
| ---- | ---------------- | ---- | -- | - | - | - | -- | -- | ---- | --------------------- |
| 1    | Persijap         | 15   | 6  | 5 | 0 | 1 | 15 | 7  | +8   |                       |
| 2    | Persipa          | 10   | 6  | 3 | 1 | 2 | 7  | 7  | 0    |                       |
| 3    | Sulut United (D) | 7    | 6  | 2 | 1 | 3 | 7  | 12 | −5   | Descendió a la Liga 3 |
| 4    | Persiba (D)      | 3    | 6  | 1 | 0 | 5 | 6  | 9  | −3   | Descendió a la Liga 3 |

Actualizado a los partidos jugados el final.
 Fuente: Liga 2
Criterios de clasificación: Puntos · Enfrentamientos directos · Diferencia de goles en enfrentamientos directos · Diferencia de goles · Goles a favor · Puntos de Fair Play

### Grupo D
| Pos. | Equipo            | Pts. | PJ | G | E | P | GF | GC | Dif. | Descenso              |
| ---- | ----------------- | ---- | -- | - | - | - | -- | -- | ---- | --------------------- |
| 1    | Persipura         | 11   | 6  | 3 | 2 | 1 | 6  | 4  | +2   |                       |
| 2    | Persekat          | 9    | 6  | 2 | 3 | 1 | 7  | 4  | +3   |                       |
| 3    | PSCS (D)          | 9    | 6  | 3 | 0 | 3 | 8  | 6  | +2   | Descendió a la Liga 3 |
| 4    | Kalteng Putra (D) | −5   | 6  | 1 | 1 | 4 | 4  | 11 | −7   | Descendió a la Liga 3 |

Actualizado a los partidos jugados el final.
 Fuente: Liga 2
Criterios de clasificación: Puntos · Enfrentamientos directos · Diferencia de goles en enfrentamientos directos · Diferencia de goles · Goles a favor · Puntos de Fair Play
Notas:
1. 1 2  Empatado en registros cara a cara. La diferencia general de objetivos se usa como desempate.
2. ↑  Kalteng Putra fue deducido nueve puntos por el Comité Disciplinario de PSSI.[3]

## Ronda Eliminatoria

### Clasificados
- Semen Padang (Ganador del Grupo X)
- Malut United (Ganador del Grupo Y)
- PSBS (Ganador del Grupo Z)
- Persiraja (Mejor finalista)

### Cuadro
|  | Semifinales                | Semifinales                | Semifinales                | Semifinales                |   |      | Final                  | Final                  | Final                  | Final                  |  |
|  | 25 y 29 de febrero de 2024 | 25 y 29 de febrero de 2024 | 25 y 29 de febrero de 2024 | 25 y 29 de febrero de 2024 |   |      | 5 y 9 de marzo de 2024 | 5 y 9 de marzo de 2024 | 5 y 9 de marzo de 2024 | 5 y 9 de marzo de 2024 |  |
|  |                            |                            |                            |                            |   |      |                        |                        |                        |                        |  |
|  |                            |                            |                            |                            |   |      |                        |                        |                        |                        |  |
|  | Persiraja                  | 1                          | 0                          | 1                          |   |      |                        |                        |                        |                        |  |
|  | Persiraja                  | 1                          | 0                          | 1                          |   |      |                        |                        |                        |                        |  |
|  | PSBS                       | 1                          | 4                          | 5                          |   |      |                        |                        |                        |                        |  |
|  | PSBS                       | 1                          | 4                          | 5                          |   | PSBS | 3                      | 3                      | 6                      |                        |  |
|  |                            |                            |                            |                            |   | PSBS | 3                      | 3                      | 6                      |                        |  |
|  |                            |                            | Semen Padang               | 0                          | 0 | 0    |                        |                        |                        |                        |  |
|  | Malut United               | 1                          | Semen Padang               | 0                          | 0 | 0    | 0                      | 1                      |                        |                        |  |
|  | Malut United               | 1                          |                            |                            |   |      | 0                      | 1                      |                        |                        |  |
|  | Semen Padang               | 1                          | 1                          | 2                          |   |      |                        |                        |                        |                        |  |
|  | Semen Padang               | 1                          | 1                          | 2                          |   |      |                        |                        |                        |                        |  |
|  |                            |                            |                            |                            |   |      |                        |                        |                        |                        |  |

### Semifinales

#### Persiraja(MF) vs.PSBS(GR Z)
| Ida; 25 de febrero de 2024 | Persiraja      | 1:1 | PSBS           | Estadio Langsa, Langsa         |                                |
| 15:30 IDN OC               | 60' Al Muzanni |     | 51' Alexsandro | Árbitro(s): Zetman Pangaribuan | Árbitro(s): Zetman Pangaribuan |

| Vuelta; 29 de febrero de 2024 | PSBS                              | 4:0 | Persiraja | Cendrawasih, Biak Numfor      |                               |
| 14:30 IDN OR                  | 37, 64' Alexsandro · 47, 51' Beto |     |           | Árbitro(s): Steven Yubel Poli | Árbitro(s): Steven Yubel Poli |

| Pasa a la final y asciende a Liga 1 PSBS |

#### Malut United(GR Y) vs.Semen Padang(GR X)
| Ida; 25 de febrero de 2024 | Malut United | 1:1 | Semen Padang   | Madya, Yakarta                    |                                   |
| 19:00 IDN OC               | 89' Hari Nur |     | 41' Juliansyah | Árbitro(s): Irfan Wahyu Wijanarko | Árbitro(s): Irfan Wahyu Wijanarko |

| Vuelta; 29 de febrero de 2024 | Semen Padang    | 1:0 | Malut United | Gelora Haji Agus Salim, Padang   |                                  |
| 15:00 IDN OC                  | 23' Ahmad Ihwan |     |              | Árbitro(s): Muhammad Iqballuddin | Árbitro(s): Muhammad Iqballuddin |

| Pasa a la final y asciende a Liga 1 Semen Padang |

### Play-offs ascenso a la Liga 1
| Ida; 5 de marzo de 2024 | Persiraja | 0:0 | Malut United | Estadio Langsa, Langsa    |                           |
| 15:30 IDN OC            |           |     |              | Árbitro(s): Cahya Sugandi | Árbitro(s): Cahya Sugandi |

| Vuelta; 9 de marzo de 2024 | Malut United                                    | 3:2 (PR) | Persiraja                           | Madya, Yakarta                   |                                  |
| 15:00 IDN OC               | 45+9' Frets (TP) · 104' Mustaine · 115' Wilkson |          | 32' Ferdiansyah (TP) · 91' Ramadhan | Árbitro(s): Muhammad Tri Santoso | Árbitro(s): Muhammad Tri Santoso |

| Asciende a Liga 1 Malut United |

### Final
| Ida; 5 de marzo de 2024 | PSBS                                            | 3:0 | Semen Padang | Cendrawasih, Biak Numfor      |                               |
| 15:00 IDN OR            | 27' Ardiansyah (ag) · 45' Alexsandro · 79' Beto |     |              | Árbitro(s): Fibay Rahmatullah | Árbitro(s): Fibay Rahmatullah |

| Vuelta; 9 de marzo de 2024 | Semen Padang | 0:3 | PSBS                          | Gelora Haji Agus Salim, Padang |                          |
| 19:00 IDN OC               |              |     | 12, 50' Beto · 28' Alexsandro | Árbitro(s): Amri Nurhadi       | Árbitro(s): Amri Nurhadi |

| Campeones de Liga 2 PSBS |